# Philippe Soum
Pour les articles homonymes, voir Soum.
Philippe Soum (1888-1968) est un médecin, ancien maire de Carcassonne.

## Biographie
Né à Perpignan le 26 mai 1888, il fait ses études secondaires au collège de Perpignan puis ses études de médecine à la Faculté de Bordeaux. Interne en psychiatrie à Château Picon, il est élève du professeur Régis, sous la direction duquel il réalisa sa thèse de doctorat en 1912: "Sur une association de la folie intermittente et du délire de persécution". Après avoir terminé son service militaire il se marie le 13 août 1913 avec Marguerite Durand, fille d'officier de Marine. Il est mobilisé pour la Première Guerre mondiale et revient après sa dernière affectation à l'armée d'Orient en 1919.
Il s'installe en tant que médecin généraliste à Carcassonne en 1919, est aussi médecin légiste, expert auprès des tribunaux.
Il devient chef de service de médecine générale à l'hôpital de Carcassonne, est élu maire de Carcassonne d'octobre 1947 à mars 1950 sous la bannière radicale-socialiste.
Il fut président de l'Académie des arts et des sciences de Carcassonne en 1958.
Il prend sa retraite le 31 décembre 1967 et meurt à Carcassonne le 21 novembre 1968.
Il repose au cimetière Saint-Vincent à Carcassonne. 
Ses deux fils, Pierre et Robert Soum furent tous deux médecins généralistes et conseillers municipaux à Carcassonne.

## Distinction
- Officier de la Légion d'honneur (1952)
- Croix de guerre 1914–1918